# Fruchtsafttanker
Ein Fruchtsafttanker ist ein Tankschiff zum Transport von Fruchtsäften und deren Konzentrat. Da besonders häufig Orangensaft und Orangensaftkonzentrat befördert wird, wird ein solches Schiff auch als Orangensaftkonzentrat-Tanker oder kurz als Orangensafttanker bezeichnet.

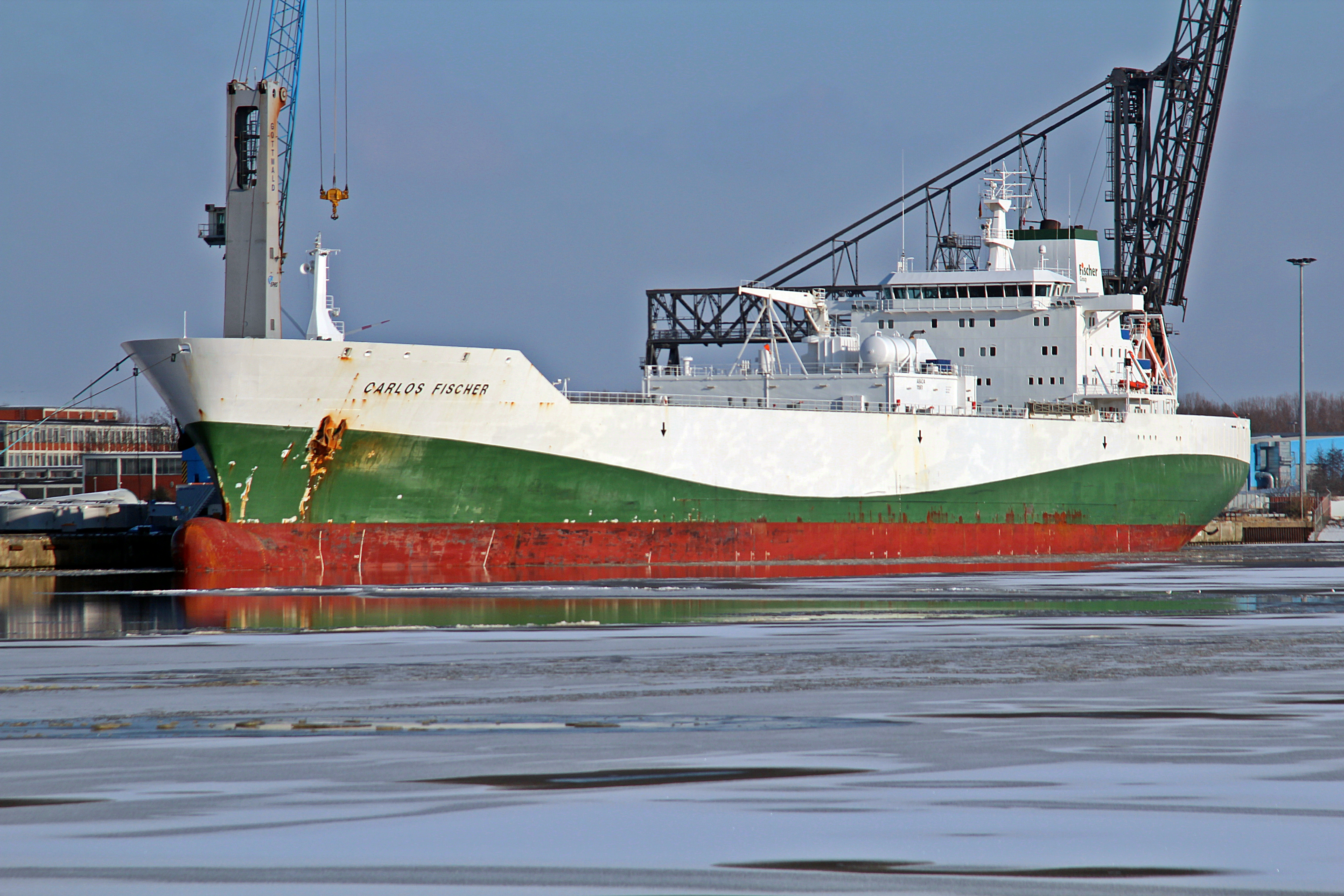
Der Fruchtsafttanker Carlos Fischer, ein Schwesterschiff der Premium do Brasil

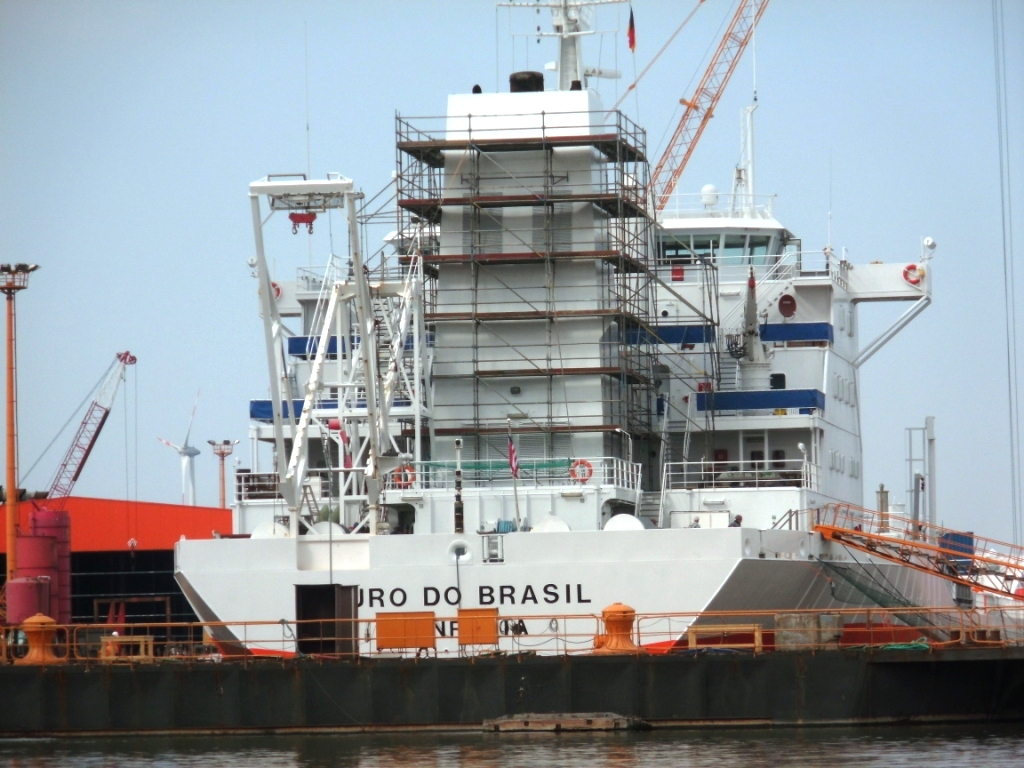
Der Orangensaftkonzentrattanker Ouro do Brasil im Kaiserdock II der Lloydwerft

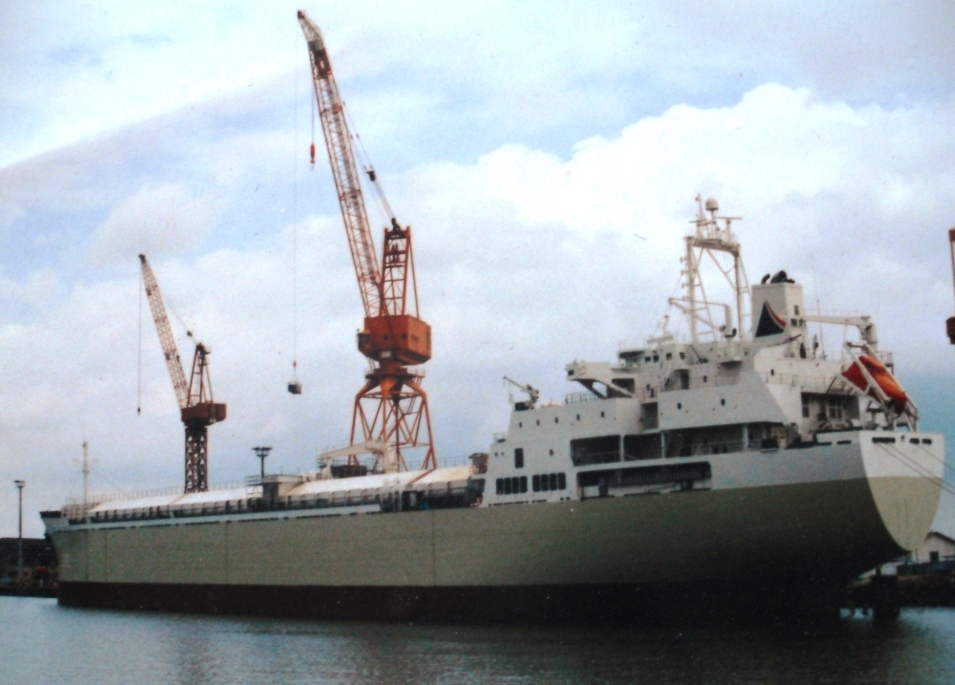
Der Orangensafttanker Orange Sky ist ein Umbau, der 2002 bei der Lloyd-Werft aus dem Massengutfrachter May Oldendorff entstand

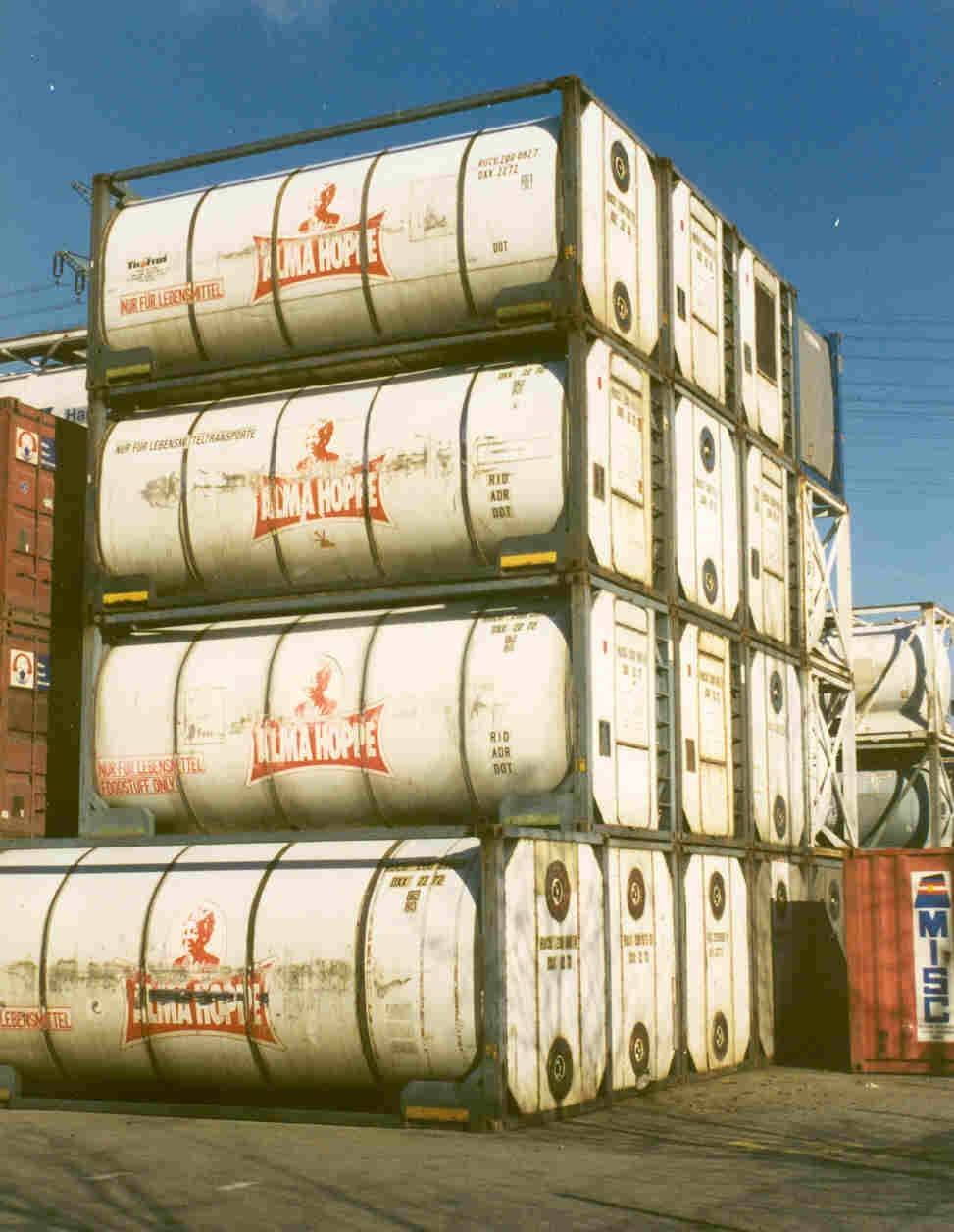
Kühlcontainer (Porthole-Technologie) zum Transport von Fruchtsaftkonzentrat

## Transport von Orangensaftkonzentrat
Der überwiegende Anteil des Orangensaftes, der in Europa getrunken wird, stammt aus Brasilien und wird als Konzentrat mit Tankschiffen transportiert.
In Brasilien werden weltweit am meisten Orangen geerntet, etwa 25 % der globalen Orangenernte erfolgt hier. Der überwiegende Teil (um 80 %) dieser Früchte wird zu Fruchtsaft verarbeitet und anschließend konzentriert. Die Wasserabscheidung aus dem Fruchtsaft erfolgt energiesparend und vitaminschonend bei Unterdruck, da hier der Siedepunkt des Wassers deutlich abgesenkt wird. Anschließend wird der 5- bis 7-fach konzentrierte Saft auf Temperaturen von −8 bis −12 °C abgekühlt und ist damit lange haltbar.
In dieser Konsistenz wurde das Konzentrat anfangs in Fässern tiefgekühlt transportiert. Die Fässer wurden in den Kühlladeräumen von Stückgutfrachtern, überwiegend waren es Linienfrachter (seltener Kühlschiffe), gestaut und galten als Kühlladung mit geringen Ansprüchen. Mit der Entwicklung vom Stückgutschiff zum Containerschiff wandelte sich auch der Transportbehälter und statt des Kühlladeraumes wurden die Fässer in Kühlcontainer geladen. Bei ausreichender Menge wurde das Konzentrat bald darauf in gekühlten Tankcontainern transportiert, damit wurden pro Einheit 20 bis 25 t Orangensaftkonzentrat verladen bzw. transportiert. Nach Europa erfolgte dieser Transport vorwiegend in Kühlcontainern der Porthole-Technologie.
Der nächste Entwicklungsschritt vom Orangensaftkonzentrat-Tankcontainer zum Orangensaftkonzentrat-Tanker war naheliegend und erfolgte wie fast alle Innovationen in der maritimen Wirtschaft als Umbau. Dazu dienten ältere Kühlschiffe mit den bereits vorhandenen Kältemaschinen. Die Zwischendecks wurden entfernt und in die nach außen isolierten Kühlladeräume wurden hohe, senkrecht stehende Edelstahltanks eingesetzt, die unisoliert waren. Zusätzlich wurden eine zeitgemäße Mess- und Regeltechnik, Umwälzpumpen und Ladepumpen installiert sowie ein Stickstoffsystem, um in den vollen Tanks über der Ladung ein Stickstoffgaspolster zu fahren.

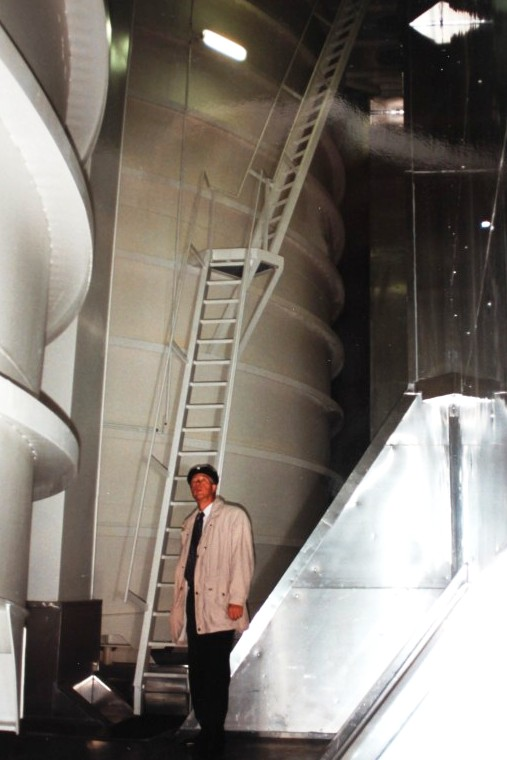
Blick auf einen raumhohen Edelstahltank im Kühlladeraum eines Fruchtsafttankers

Die Ladung wird tiefgekühlt aus den landseitigen Tanks in die Ladetanks des Schiffes gepumpt. Während des Schifftransportes wird die Temperatur des Konzentrats gehalten. Das bedeutet, nur die durch die äußere Isolierung der Laderäume eintretende Wärme wird von der Ladungskühlanlage abgeführt. Die leeren Tanks werden für die Ballastreise vollständig mit Stickstoff gefüllt, um auch dabei bakteriologische Verunreinigungen auszuschließen.
In diesem speziellen Zweig der Kühlschifffahrt sind weltweit weniger als 20 Schiffe beschäftigt, die wichtigsten Unternehmen sind Citrosuco Europe N.V. in Gent und Atlanship in La Tour-de-Peilz (Schweiz). Citrosuco Europe N.V. betreibt in Gent eine eigene Umschlagseinrichtung. Die größten Tanker dieser Art sind die Carlos Fischer und die Premium do Brasil.

## Citrosuco Europe N.V.
Ouro do Brasil (1)
Die erste Ouro do Brasil wurde im September 1970 als Kühlschiff des Typs Core mit dem Namen Navelinacore unter der Baunummer 638 von der Werft Solheimsviken im norwegischen Bergen abgeliefert. Nach Umbenennungen in Navelina, Pasadena, und Pasadena I wurde aus ihr der Fruchtsafttanker Ouro do Brasil. Das Schiff war 147,83 Meter lang und besaß eine Tragfähigkeit von 9.981 tdw. 1992, bei der Indienststellung der neuen Ouro do Brasil wurde sie in Citrus do Brasil umbenannt. Sie erreichte am 28. Mai 2003 die Abwrackwerften bei Alang zum Abbruch.
Ouro do Brasil (2), Premium do Brasil
Inzwischen wurden Neubauten wie die Ouro do Brasil (1993), Sol do Brasil oder die Carlos Fischer (2003) und Premium do Brasil gebaut und sind in Fahrt. Sie entstanden auf der Werft Kleven Florø in Norwegen und wurden an die brasilianische Fischer Gruppe abgeliefert. Das Schiffsmanagement erfolgt von Maritime Services Aleuropa GmbH in Hamburg.
Ouro do Brasil
Mit 172 m Länge, 26 m Breite und 9,5 m Tiefgang ist die Ouro do Brasil mit 15.218 BRZ vermessen. Sie verfügt über eine Tragfähigkeit von 19.500 tdw. In 16 Ladetanks können rund 12.300 Kubikmeter Orangensaftkonzentrat oder frischer Orangensaft transportiert werden. Die Antriebsleistung beträgt 12.200 kW und verleiht dem Schiff eine Geschwindigkeit von 20,5 Knoten. Zur Stromerzeugung stehen ein Wellengenerator (1.580 kVA) und drei Hilfsdieselgeneratoren (3 × 940 kVA) zur Verfügung.
Premium do Brasil
Mit 205 m Länge, 32,2 m Breite und 11,4 m Tiefgang ist dieser Orangensaftkonzentrat-Tanker mit 33.005 BRZ vermessen und verfügt über eine Tragfähigkeit von 43.000 tdw. Die Antriebsleistung beträgt 28.350 kW und verleiht dem Schiff eine Geschwindigkeit von 20 Knoten. Zur Stromerzeugung stehen ein Wellengenerator (2.500 kVA) und drei Hilfsdieselgeneratoren (3 × 1.600 kVA) zur Verfügung. In 16 Ladetanks können rund 29.000 Kubikmeter Orangensaftkonzentrat oder frischer Orangensaft transportiert werden.

## Atlanship
Das Unternehmen bereedert insgesamt sechs Fruchtsafttanker, u. a. die Orange Blossom, die Orange Sky, die Orange Star und die Orange Wave.
Die Orange Sky (IMO-Nr.: 9228370) wurde 2002 von der Lloyd-Werft in Bremerhaven vom Bulkcarrier May Oldendorff (Saiki Heavy Industries Co.Ltd., Saiki) zum Fruchtsafttanker umgebaut. Das Schiff mit einer Länge von 171,60 m, Breite 27,00 m ist mit 22.063 BRZ vermessen und hat eine Tragfähigkeit von 26.863 tdw bzw. 11.000 Tonnen Orangensaft. Eigentümer ist die Adriatic Reefer S.A. in La Tour-de-Peilz.